# Ulrich Matthes
Ulrich Matthes (ur. 9 maja 1959 w Berlinie) – niemiecki aktor teatralny, telewizyjny, filmowy i głosowy.

## Życiorys
Urodził się w dzielnicy Berlina – Wilmersdorf jako syn Else i Güntera Matthesa (1920–1995), dziennikarza „Der Tagesspiegel”. Jego starszy brat Dieter Matthes (ur. 1952) został lekarzem i fotografem. W wieku od dziesięciu do trzynastu lat Ulrich Matthes podkładał swój głos do różnych filmów i seriali, w tym The Waltons (dubbingując postać Jasona) czy Fistaszki. Jako nastolatek chciał zostać nauczycielem. Po ukończeniu Gymnasium zum Grauen Kloster studiował przez pięć semestrów germanistykę i filologię angielską na Wolnym Uniwersytecie Berlińskim. W 1982, zachęcony po spotkaniu z niemieckim aktorem teatralnym Martinem Heldem, porzucił studia i przez około półtora roku kształcił się w prywatnej szkole aktorskiej założonej przez Else Bongers z takimi aktorami jak Hildegard Knef i Götz George.
W 1983 zadebiutował w teatrze Vereinigte Städtische Bühnen Krefeld und Mönchengladbach. Występował także na scenach Düsseldorfer Schauspielhaus, Bayerisches Staatsschauspiel w Monachium, Münchner Kammerspiele, Schaubühne am Lehniner Platz w Berlinie, Deutsches Theater Berlin i Burgtheater w Wiedniu. Uznanie zdobył dzięki dwugodzinnemu przedstawieniu Heinrich-von-Kleist-Abend, z którym wyruszył w trasę.
W 1992 powrócił do Berlina, dołączając do zespołu teatralnego Schaubühne am Lehniner Platz, grając m.in. w Mewie według Antona Czechowa. W 2005 za główną rolę George'a w sztuce Kto się boi Virginii Woolf? wystawianej w Deutsches Theater Berlin został wyróżniony tytułem aktora roku przez czasopismo „Theater heute”. Po raz drugi otrzymał tę nagrodę w 2008 za występ w adaptacji sztuki Wujaszek Wania Antona Czechowa.
W latach 90. zaczął regularnie występować w serialach i filmach telewizyjnych, a następnie także w filmach kinowych. W 2004 wcielił się w postać Josepha Goebbelsa w nominowanym do Oscara Upadku. W tym samym roku zagrał główną rolę w Dziewiątym dniu w reżyserii Volkera Schlöndorffa, za którą otrzymał nominację do Europejskiej Nagrody Filmowej.
Jako aktor głosowy wielokrotnie dubbingował Kennetha Branagha, a także m.in. Charliego Sheena (Pluton), Seana Penna (Życie Carlita), Malcolma McDowella (Il maestro) czy Ralpha Fiennesa (Quiz Show).

## Wybrana filmografia

### Filmy fabularne
- 1997: Zimowy sen jako Rene
- 1999: Aimée & Jaguar jako Baron Isaac von Sinclair
- 2002: Mörderherz (TV) jako dr Graf
- 2004: Dziewiąty dzień jako Abbé Henri Kremer
- 2004: Mitfahrer jako Peter
- 2004: Upadek jako Joseph Goebbels
- 2006: Vineta jako dr Leonhard
- 2008: Listopadowe dziecko jako Robert von der Mühlen
- 2011: A na morzu spokój jako Ernst Jünger
- 2013: Duży zeszyt jako ojciec
- 2014: Szlaban na wolność jako Hartmut Kummer
- 2019: Ukryte życie jako Lorenz Schwaninger
- 2021: Monachium: W obliczu wojny jako Adolf Hitler

### Seriale TV
- 1987: Derrick jako Ulrich Huberti
- 1991: Derrick jako Holger Küster
- 1993: Derrick jako Robert Lohmann
- 1997: Telefon 110 jako Tanjas Partner
- 1997: Derrick jako Harald Breuer
- 1999: Telefon 110 jako psycholog
- 2011: Tatort: Stille Wasser jako Günther Kremer
- 2014: Tatort: Im Schmerz geboren jako Richard Harloff